# DVB-T2
DVB-T2 (ang. Digital Video Broadcasting – Terrestrial Second Generation) – standard naziemnej telewizji cyfrowej DVB-T drugiej generacji służący do transmisji (przesyłu) skompresowanych danych multimedialnych. Do kompresji audio/wideo przyjęto standardy MPEG-2 i MPEG-4 (H.264/AVC) oraz obecnie wykorzystywany standard MPEG-H (H.265/HEVC). Szacuje się, że wykorzystuje on 50% mniej pojemności pasma radiowego niż DVB-T.

## Szkic standardu
Dla standardu DVB-T2 przyjęto następujące parametry:
- Modulacja OFDM z wykorzystaniem konstelacji QPSK, 16-QAM, 64-QAM i 256-QAM.
- Tryby OFDM: 1k, 2k, 4k, 8k, 16k i 32k.
- Długości okresu ochronnego: 1/128, 1/32, 1/16, 19/256, 1/8, 19/128 i 1/4.
- Kodowanie korekcyjne LDPC oraz BCH (tak jak w DVB-S2), ze sprawnościami 1/2, 3/5, 2/3, 3/4, 4/5 i 5/6.
- Liczba kanałów pilotowych jest mniejsza, występują one w 8 różnych wzorach, ekwalizacja kanału może opierać się również na systemie bezpilotowym CD3[3].
- W trybie 32k może być wykorzystana większa część pasma, co umożliwia powiększenie przepustowości o kolejne 2%.
- Specyfikacja DVB-T2 zawiera możliwości wykorzystania kanałów o szerokościach 1,7, 5, 6, 7, 8 i 10 MHz.

Porównanie dostępnych parametrów dla DVB-T i DVB-T2 (pogrubieniem zaznaczono nowości):
|                             | DVB-T                                                     | DVB-T2                                      |
| --------------------------- | --------------------------------------------------------- | ------------------------------------------- |
| FEC                         | Kodowanie splotowe + Reed-Solomon 1/2, 2/3, 3/4, 5/6, 7/8 | LDPC + BCH 1/2, 3/5, 2/3, 3/4, 4/5, 5/6     |
| Modulacje podnośnych OFDM   | QPSK, 16QAM, 64QAM                                        | QPSK, 16QAM, 64QAM, 256QAM                  |
| Okres ochronny              | 1/4, 1/8, 1/16, 1/32                                      | 1/4, 19/128, 1/8, 19/256, 1/16, 1/32, 1/128 |
| Rozmiary FFT dla OFDM       | 2k, 8k                                                    | 1k, 2k, 4k, 8k, 16k, 32k                    |
| Rozproszone kanały pilotowe | 8% wszystkich                                             | 1%, 2%, 4%, 8% wszystkich                   |
| Ciągłe kanały pilotowe      | 2.6% wszystkich                                           | 0,35% wszystkich                            |

## Demonstracje
Pierwsza publiczna prezentacja emisji na żywo w standardzie DVB-T2, która pozwoliła na szersze poznanie możliwości i ocenę sprawności rozwiązania, odbyła się 12–16 września na wystawie IBC 2008 w Amsterdamie na stoisku brytyjskiego regulatora Ofcom.
Włoski nadawca publiczny, telewizja RAI w systemie nadawania DVB-T2 przeprowadziła testy transmisji rozdzielczości UHDTV.

## Realizacja
31 marca 2010 nastąpił oficjalny start telewizji naziemnej DVB-T2 w Wielkiej Brytanii.
21 grudnia 2012 nastąpił start emisji testowej w Warszawie na kanale 29 – 538 MHz. Współpracę podjęli EmiTel, TVP i Samsung. Celem transmisji jest sprawdzenie funkcjonalności SFN. Emisje zostały zakończone 4 lipca 2013 r.
Od 3 do 31 lipca 2015 z obiektu RTCN Warszawa/Raszyn na kanale 7 (191,50 MHz) przeprowadzano test emisji DVB-T2 4K z kompresją HEVC. Celem emisji było wypróbowanie nowych technologii.
Od lutego 2016 r. była prowadzona emisja w systemie DVB-T2 trzeciego multipleksu lokalnego z masztu na budynku przy ulicy Sienkiewicza w Łodzi na kanale 36 (594 MHz) z mocą 0,8 kW ERP dookólnie, która została wyłączona 1 listopada. Obecnie na tym samym kanale prowadzona jest taka sama transmisja, ale w poprzednim standardzie DVB-T.
We wrześniu 2020 roku rozpoczęło się testowe nadawanie multipleksu Telewizji Polskiej. W styczniu 2021 roku uruchomiono testowy multipleks TVN. W maju TVP rozszerzyła testy na terytorium całego kraju. Multipleks TVN został wyłączony 22 grudnia 2021 roku.
W Polsce termin wdrożenia DVB-T2 pierwotnie planowany był na 30 czerwca 2022 roku. Ostatecznie dla multipleksów 1, 2 i 4 naziemnej telewizji cyfrowej na terytorium całej Polski nastąpiło to 27 czerwca 2022 roku, natomiast multipleks 3 obejmujący wyłącznie kanały Telewizji Polskiej SA mógł być nadawany w dotychczasowym standardzie DVB-T do 31 grudnia 2023. Przełączenie MUX-3 na nowy standard nastąpiło 15 grudnia 2023 (Polska zachodnia) i 19 grudnia 2023 (Polska wschodnia).
Telewizja Polska kontynuowała emisje testowe do 31 stycznia 2023 roku. Od 1 lutego zostały zastąpione przez MUX-6 z kanałami TVP.

## Plany na przyszłość
W przyszłości system nadawania DVB-T2 będzie docelowym standardem do transmisji UHDTV (DVB-T2/HEVC).
W 2022 roku cyfrowa telewizja naziemna zmieniła standard nadawania na DVB-T2/HEVC. Zmiana standardu została niejako wymuszona przez konieczność zwolnienia części pasma, w którym dotychczas nadawała naziemna telewizja cyfrowa (kanały UHF o numerach od 49 do 60, czyli częstotliwości 694 do 790 MHz). Standard DVB-T pozwala na przesyłanie obrazu w standardzie HD (rozdzielczość 720p) lub Full HD (rozdzielczość 1080i), w nowym standardzie możliwe jest przesyłanie sygnału w rozdzielczości 4K/UHD. Nowy standard nadawania jest dużo wydajniejszy, ponieważ w polskich warunkach w starym standardzie na jednym paśmie szerokości 8 MHz można było uzyskać transmisję z prędkością około 24,88 Mb/s, podczas gdy w nowym jest to prędkość 40 Mb/s. Oprócz samego zwiększenia prędkości transmisji został użyty również wydajniejszy sposób kompresji sygnału – HEVC (H.265). Wszystko to pozwoli na nadawanie większej liczby kanałów z lepszą jakością obrazu przy wykorzystaniu węższego pasma częstotliwości.